# Phaonia fausta
Phaonia fausta är en tvåvingeart som beskrevs av Huckett 1965. Phaonia fausta ingår i släktet Phaonia och familjen husflugor.
Artens utbredningsområde är Northwest Territories, Kanada. Inga underarter finns listade i Catalogue of Life.